# Chris Parrish
Pour les articles homonymes, voir Parrish.
Chris Parrish, né le 19 janvier 1979  à Destin (Floride), est un skieur nautique américain, recordman en slalom, avec une bouée et demi à 9,75 m.
Son record du monde masculin est détenu depuis juin 2010 avec deux bouées réalisées avec la corde de 9,75 m à la vitesse de 58 km/h ("43 off").